# Rider (film, 2015)
Pour les articles homonymes, voir Rider.
Pour plus de détails, voir Fiche technique et Distribution.
Rider  (River ) est un thriller canadien écrit et réalisé par Jamie M. Dagg, sorti en 2015.

## Synopsis
Un jeune médecin expatrié américain, John Lake, exerce au fin fond du Laos. Un soir, sur une plage, il tente de sauver une jeune fille d'un viol commis par un jeune Australien et prend l'agresseur à partie ; cependant, pendant la lutte, l'agresseur décède. Le lendemain, ce dernier est retrouvé mort dans le Mékong et Lake est devenu le suspect numéro un. Recherché par toutes les polices du pays et par Interpol, il n'a d’autres choix, pour s’en sortir, que de rejoindre le territoire thaïlandais. Incapable de prouver son innocence, il doit coûte que coûte trouver un moyen de fuir le pays. Mais sans argent, sans passeport, sans parler la langue, jusqu'où pourra t-il aller ?

## Fiche technique
- Titre : Rider
- Titre original : River
- Réalisation et scénario : Jamie M. Dagg
- Montage : Duff Smith
- Photographie : Adam Marsden
- Production : Nick Sorbara
- Société de production : Redlab Digital
- Sociétés de distribution : Elevation Pictures et XYZ Films
- Pays de production :  Canada
- Langue originale : anglais, français
- Format : couleur
- Genre : thriller
- Durée : 95 minutes
- Dates de sortie : 
  - Canada : 15 septembre 2015 (Festival international du film de Toronto)
  - France : 19 septembre 2017 (DVD)

## Distribution
- Rossif Sutherland (VF : Alexandre Crepet ; VQ : lui-même) : John Lake
- Douangmany Soliphanh : Douangmany
- Sara Botsford (VF : Sophie Planet ; VQ : Élise Bertrand): Dr. Stephanie Novella
- Ted Atherton (VQ : Daniel Picard) : Patrick Reardon
- David Soncin : Simon
- Aidan Gillett : Lachlan
- Karen Glave (VF : Pascale Chemin) : Beverly Hartwick

Version Française
- Direction Plateau : Jay Walker
- Adaptation : Laëtitia Delcroix

Source et légende : Version française (VF) sur carton du doublage français
 Source et légende : version québécoise (VQ) sur Doublage.qc.ca